# آریستیدس رویو
آریستیدس رویو (انگلیسی: Aristides Royo؛ زادهٔ ۱۴ اوت ۱۹۴۰) سیاست‌مدار اهل پاناما است. وی از ۱۱ اکتبر ۱۹۷۸ تا ۳۱ ژوئیه ۱۹۸۲ رئیس‌جمهور پاناما بود.